# Kapellenhalde – Wüster See
Kapellenhalde – Wüster See ist ein Naturschutzgebiet im Klettgau bei Dettighofen im Landkreis Waldshut und grenzt an den Kanton Schaffhausen.
Mit der Nr. 3.114 ist das Naturschutzgebiet Kapellenhalde – Wüster See mit 17,7 ha seit dem 2. Oktober 1981 als Naturschutzgebiet ausgewiesen. Es ist ein Feuchtgebiet mit Märzenbechervorkommen und Waldbestand. Auf der angrenzenden Schweizer Seite liegt das Wangental, ebenfalls ein Naturschutzgebiet. Die Entwässerung erfolgt über den Seegraben in die Wutach.

## Schutzzweck
Wesentlicher Schutzzweck ist die Erhaltung der Waldbestände im Gewann »Kapellenhalde« als Wuchsort für den Märzenbecher (Leucojum vernum) und Überwinterungsgebiet für Amphibien sowie die Erhaltung der Riedflächen im Gewann »Wüster See« als regional bedeutsames Feuchtgebiet.